# Campos finitos
Campos Finitos es el segundo álbum de estudio de la banda chilena de Rock Saiko, producido entre 2000 y 2001 y publicado en 2001. El álbum fue producido por Luciano Rojas y Rodrigo Aboitiz.
Con este álbum logran obtener cobertura de sus presentaciones por canales de televisión y además la participación en el Urban Symphony Lucky Strike del 2002.

## Historia
Luego del éxito que va obteniendo Informe Saiko y de los numerosos conciertos promocionales, el 2001 se meten a crear lo que sería su segunda placa de estudio. Las letras de este nuevo disco se comparten entre Iván Delgado y Denisse Malebrán. Sin embargo, Saiko todavía no poseía un baterista oficial y el encargado de grabar las baterías y percusiones para este nuevo disco fue quien los había acompañado desde un comienzo en sus conciertos promocionales, Javier Torres.
Cuando ya tenían listo todo el material y el nombre para su segundo disco, viajan los 5 integrantes de la banda a Los Ángeles, Estados Unidos, para grabar el álbum en los estudios Sound About Music y posteriormente masterizarlo en Capitol Mastering Studios, en Hollywood, California.
El resultado dio como fruto a Campos Finitos, un álbum más maduro y evolucionado que el anterior. El primer sencillo de Campos Finitos fue "Limito con el Sol", que tuvo una gran aceptación, incluso posicionándolo varias semanas en el número 1 del ranking de MTV.
Durante el periodo de promoción de Campos Finitos, en el año 2002, surgieron problemas con Iván Delgado, por lo cual Saiko e Iván toman la decisión de que este salga de la banda definitivamente.

## Listado de canciones
1. "Amor Que No Es"
2. "Limito Con el Sol"
3. "En Silencio"
4. "El Cielo entre Tus Manos"
5. "Cien mil Vientos"
6. "Mi Felicidad"
7. "Azar"
8. "La Flor Perdida"
9. "En El Aire"
10. "Fin de Fiesta"
11. "Lugares Errados"
12. "Te Quiero a Mi Lado"

## Créditos
- Denisse Malebrán: Voces
- Luciano Rojas: Guitarras
- Coti Aboitiz: Sintetizador y Programaciones
- Iván Delgado: Teclado
- Javier Torres: Batería

## Sencillos
- Limito con El Sol
- Azar
- Amor que No Es